# اچ‌ام‌اس دکید (۱۷۹۸)
اچ‌ام‌اس دکید (۱۷۹۸) (به انگلیسی: HMS Decade (1798)) یک کشتی است که طول آن ۱۴۳ فوت ۸٫۵ اینچ (۴۳٫۸ متر) می‌باشد. این کشتی در سال ۱۷۹۴ ساخته شد.